# 永丰乡 (汝城县)
永丰乡，是中华人民共和国湖南省郴州市汝城县一个已经撤销的乡镇级行政单位。

## 行政区划
永丰乡下辖以下地区：
先锋村、北林村、西塘村、破石界村、龙内村、银坑村、小坑村、东沙村、南楼村、涧布村、横坪山村、青草村、山坑村和山口洞村。